# Jaylon Ferguson
Pour les articles homonymes, voir Ferguson.
(en) Statistiques sur pro-football-reference
Jaylon O'Neal Ferguson dit Jaylon Ferguson, né le 14 décembre 1995 à Zachary en Louisiane et mort le 22 juin 2022 à Baltimore dans le Maryland, est un joueur professionnel américain de football américain évoluant au poste d'outside linebacker et de defensive end dans la National Football League (NFL).
Il a joué au niveau universitaire pour les Bulldogs de l'université de Louisiana Tech pendant quatre saisons.
Il est ensuite sélectionné par la franchise des Ravens de Baltimore lors de la draft 2019 de la NFL où il joue pendant trois saisons.

## Biographie

### Jeunesse
Ferguson étudie au collège West Feliciana (en) à Saint Francisville dans l'État de Louisiane où il joue au football américain et au basket-ball pendant quatre années.

### Carrière universitaire
Ferguson intègre l'université de Louisiana Tech en 2014 mais ne joue pas au cours de cette saison puisqu'il a le statut de joueur redshirt.
En 2015, il participe aux douze matchs de la saison dont cinq en tant que titulaire. Il totalise 35 plaquages et six sacks.
Lors de sa saison sophomore en 2016, il réussit 14½ sacks soit le record du nombre de sacks sur une saison de son université.
En 2017, il totalise sept sacks et 28 plaquages.
Il effectue une dernière saison en 2018 au terme de laquelle il bat son record de sacks sur une saison (17½) et établit le record de l'université du nombre de sacks en carrière avec 45 réalisations.
Il remporte l'Hawaii Bowl 2018 sur le score de 31 à 14 et est désigné MVP du match.
Au terme de sa carrière universitaire, il mène les statistiques de la NCAA Division I FBS au nombre de sacks réussis en carrière.

### Carrière professionnelle
| Taille              | Poids           | Bras           | Main          | Sprint   | Sprint   | Sprint   | Shuttle 20 yards | 3 cones drill | Détente       | Détente            | Développé couché | Test Wonderlic |
| Taille              | Poids           | Bras           | Main          | 40 yards | 10 yards | 20 yards | Shuttle 20 yards | 3 cones drill | verticale     | horizontale        | Développé couché | Test Wonderlic |
| 1,95 m (6 ft 4¾ in) | 123 kg (271 lb) | 88 cm (34½ in) | 23 cm (9⅛ in) | 4,82 s   | 1,69 s   | 2,78 s   | 5,12 s           | 8,08 s        | 81 cm (32 in) | 297 cm (9 ft 9 in) | 24 reps          | -              |

Ferguson est sélectionné par la franchise des Ravens de Baltimore en 85e choix global lors du 3e tour de la draft 2019 de la NFL.
Le 19 juillet 2019 il est placé sur la liste des réservistes à la suite d'une blessure à la cuisse mais est réactivé deux jours plus tard. Il réussit son premier plaquage professionnel deux semaines plus tard contre les Steelers de Pittsburgh et est titularisé pour la première fois en NFL le 3 novembre 2019 contre les Patriots de la Nouvelle-Angleterre. Le 17 novembre 2019, il réussit son premier sack dans la NFL au cours du deuxième quart temps du match sur le quarterback Deshaun Watson des Texans de Houston. Trois semaines plus tard, il effectue son deuxième sack, cette fois sur le quarterback Josh Allen des Bills de Buffalo.
La saison suivante, à l'occasion de la victoire 31 à 17 en 4e semaine contre la Washington Football Team, il effectue son premier sack de la saison sur le quarterback Dwayne Haskins. Il est placé sur la liste des réservistes après avoir été testé positif à la Covid-19 le 28 novembre 2020 mais est réactivé deux jours plus tard. Il termine la saison avec un total de 2 sacks et 30 plaquages après avoir disputé quatorze matchs dont un en tant que titulaire.
La saison 2021 de Ferguson est faible en matière de statistiques puisqu'il ne totalise que six plaquages et ne réussit aucun sack lors des dix matchs qu'il a disputés.

## Statistiques
| Année       | Équipe                     | Statut      | MJ |       | Plaquages | Plaquages | Plaquages | Plaquages |       | Interceptions | Interceptions | Interceptions | Interceptions |  | Fumbles | Fumbles |
| Année       | Équipe                     | Statut      | MJ | Total | Seul      | Ast.      | Sacks     | Nb.       | Yards | Déf.          | TD            | Nb.           | Rec.          |  |         |         |
| 2015        | Bulldogs de Louisiana Tech | Fr.         | 12 | 35    | 22        | 13        | 06,0      | 0         | 0     | 1             | 0             | 2             | 0             |  |         |         |
| 2016        | Bulldogs de Louisiana Tech | So.         | 14 | 49    | 27        | 22        | 14,5      | 0         | 0     | 2             | 0             | 3             | 2             |  |         |         |
| 2017        | Bulldogs de Louisiana Tech | Jr.         | 11 | 38    | 25        | 13        | 07,0      | 0         | 0     | 0             | 0             | 0             | 0             |  |         |         |
| 2018        | Bulldogs de Louisiana Tech | Sr.         | 13 | 65    | 38        | 27        | 17,5      | 0         | 0     | 3             | 0             | 2             | 1             |  |         |         |
| Totaux NCAA | Totaux NCAA                | Totaux NCAA | 50 | 187   | 112       | 75        | 45,0      | 0         | 0     | 6             | 0             | 7             | 3             |  |         |         |

| Année      | Équipe              | MJ |       | Plaquages | Plaquages | Plaquages | Plaquages |       | Interceptions | Interceptions | Interceptions | Interceptions |  | Fumbles | Fumbles |
| Année      | Équipe              | MJ | Total | Seul      | Ast.      | Sacks     | Nb.       | Yards | Déf.          | TD            | Nb.           | Rec.          |  |         |         |
| 2019       | Ravens de Baltimore | 14 | 31    | 20        | 11        | 2,5       | 0         | 0     | 1             | 0             | 0             | 1             |  |         |         |
| 2020       | Ravens de Baltimore | 14 | 30    | 21        | 09        | 2,0       | 0         | 0     | 1             | 0             | 0             | 1             |  |         |         |
| 2021       | Ravens de Baltimore | 10 | 06    | 03        | 03        | 0,0       | 0         | 0     | 0             | 0             | 0             | 0             |  |         |         |
| Totaux NFL | Totaux NFL          | 34 | 67    | 44        | 23        | 4,5       | 0         | 0     | 2             | 0             | 0             | 2             |  |         |         |

## Vie privée
Ferguson a eu un garçon et deux filles avec sa fiancée Doni Smith,.

### Mort
Il meurt à Baltimore le 22 juin 2022 à l'âge de 26 ans,,. La police a indiqué que même si la cause de la mort était inconnue, elle n'avait initialement relevé aucun signe d'acte criminel ou de traumatisme.
Le 22 juin, les Ravens indiquent dans leur communiqué : « Nous sommes profondément attristés par le décès tragique de Jaylon Ferguson. C'était un jeune homme gentil et respectueux avec un grand sourire et une personnalité contagieuse. Nous exprimons nos sincères condoléances à la famille et aux amis de Jaylon alors que nous pleurons une vie perdue bien trop tôt. » (We are profoundly saddened by the tragic passing of Jaylon Ferguson. He was a kind, respectful young man with a big smile and infectious personality. We express our heartfelt condolences to Jaylon's family and friends as we mourn a life lost much too soon.).